# William Henry Pickering
William Henry Pickering (Boston, 15 de febrer de 1858 - 17 de gener de 1938) va ser un astrònom americà, germà d'Edward Charles Pickering.
Pickering va descobrir Febe, el novè satèl·lit de Saturn, el 1899, mitjançant l'anàlisi de fotografies preses l'any anterior. També va creure descobrir un desè satèl·lit, Temes, el 1905, però fou un error. També fou actiu en l'àmbit de l'observació d'eclipsis solars i en l'estudi de cràters lunars. Se li deu la fundació de nombrosos observatoris astronòmics, inclòs l'Observatori de Flagstaff, on Percival Lowell va treballar.